# Painesville
Painesville è una località degli Stati Uniti d'America, capoluogo della contea di Lake, nello Stato dell'Ohio.